# 田作健一
田作 健一 (たさく けんいち) は日本の実業家。クリエイティブフィナンシャルマーケティング株式会社(Creative Financial Marketing Co.,ltd.)の取締役マネジング・ディレクター。データベース・マーケティングの専門家。空間ディスプレイ・クリエイター。地域物産店舗「越中國富山縣陣屋」統括運営者。

## 人物
富士銀行（現・みずほフィナンシャルグループ）で事業金融やベンチャー企業の発掘などに携わった後、アメリカのPOSレジ・マーケティング会社であるカタリナマーケティングコーポレーション(Catalina Marketing Co.,ltd.)の日本法人のスタートアップに加わり、日本におけるビッグデータ解析の草創期において小売業・外食産業などの購買POSデータを独自の数理モデルと分析手法を用いて体系化した。(工業市場研究所刊行「顧客組織化実例集」他)
富士銀行在職中は、率先してファームバンキングの導入を顧客先に提案し、またインターネットをいち早く新規企業開拓に活用したことから　行内では一部の行員から「サイバー・バンカー」の異名をとる。新規の顧客先に訪問もせずに、いきなりメールでアクセスするなど、その行動を快く思わない保守層から色眼鏡で見られ、名刺に個人のメールアドレスを記載することを禁止されていたため、個別にシールを作成して貼り込んでいたと、当時の顧客は回想する。
カタリナマーケティング退職後は、クリエイティブフィナンシャルマーケティング株式会社をカタリナ社の元社員や外国人協力パートナーらと共同で設立し、現在に至る。
産業再生機構取締役で、JAL再生タスクフォースの主要メンバーでもあった、事業再生の専門家　田作朋雄PwCアドバイザリー合同会社シニアアドバイザーは親戚である。
本人の親族・従兄弟など海外勤務・在住経験者が多く、近年は海外関連事業・支援に比重を置いており、マイナー言語を中心に十数か国語を理解することが同席者の証言から判明している。

## 略歴
- 富山県に生まれる。父親の転勤の関係で石川県・福井県・新潟県と小学校を3校転校。 新潟市立青山小学校卒業後、
- 新潟大学教育学部附属新潟中学校入学するも1年次途中で富山県大沢野町立大沢野中学校(現・富山市立大沢野中学校)へ転校。同校卒業。国立大学の付属校は編入が可能であるが、当時、富山大学教育学部附属中学校が定員一杯であり、編入ができず、地元の大沢野中学へ転入することとなった。
- 富山県立富山高等学校入学。同校卒業。同校では生徒会長をつとめる。
- 中央大学法学部法律学科に合格するも、一橋大学の受験に失敗したため通学せず、そのまま再度翌年　東京大学を受験するも不合格。中央大学に通学することとなる。同大卒業。在学中司法試験受験に2度失敗するが、行政書士試験は　日本最年少（19歳）で合格する。
- 富士銀行(現・みずほフィナンシャルグループ)入行。司法試験二次試験択一式合格するも法曹の道は断念する。
- カタリナマーケティングジャパン　入社
- クリエイティブフィナンシャルマーケティング　設立
- 「越中國富山縣陣屋」（富山県産米、物産品）の販売事業を開始